# ليسا جاردين
ليسا جاردين (بالإنجليزية: Lisa Jardine)‏ (12 أبريل 1944 - 25 أكتوبر 2015) كانت مؤرخ في أوائل العصر الحديث، وهي بريطانية الأصل.

## روابط خارجية
- ليسا جاردين على موقع IMDb (الإنجليزية)
- ليسا جاردين على موقع قاعدة بيانات الفيلم (الإنجليزية)
- ليسا جاردين على موقع كينوبويسك (الروسية)